# Balein

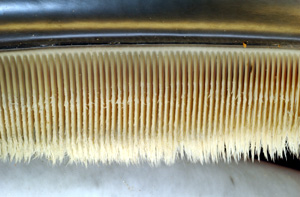
Baleinhaar is bevestigd aan de baleinplaat

De baleinen zijn elastische, hoornachtige kabels van keratine afkomstig uit de baard van een baleinwalvis. Deze baard is een soort zeef waarmee hij plankton uit het water kan filteren. Afhankelijk van de walvissoort kan een balein 0,5 tot 3,5 meter lang zijn. Een balein is breder aan de tandvleeszijde en smaller in het midden.

## Etymologie
Het woord balein komt van het Latijnse balaena en het Griekse phallaina, woorden die walvis betekenen.

## Historiek
Vroeger, van de 17e tot in de 20e eeuw, werd balein gebruikt in bijvoorbeeld de spaken van een paraplu of parasol en in kleding zoals korsetten en hoepelrokken. Ook werd balein in manden gebruikt. De spaak van een paraplu heet echter nog steeds balein, ook al zijn deze tegenwoordig van metaal gemaakt. De term balein wordt ook nog steeds gebruikt voor de plastic of metalen versteviging in korsetten, hoepelrokken of het boord van een overhemd.
Als balein in water wordt verhit, kan het in allerlei vormen worden geperst. Bekende toepassingen van balein zijn dozen, snuifdozen, mesheften, maatstokken, paraplu's, waaiers, rijzwepen, schilderijlijsten, portretmedaillons, gratentrekkers (om een visgraat uit iemands keel te halen) en medische instrumenten.
Naast balein leverden walvissen walvistraan, de voornaamste reden voor de traditionele walvisvaart. De jacht op walvissen heeft een aanslag gepleegd op de aantallen walvissen. Rond de jaren 1920 raakten korsetten uit de mode, en werd de behoefte aan balein minder. Nieuwere toepassingen van balein kwamen er niet. De functie van balein is tegenwoordig helemaal door kunststoffen en flexibele metalen overgenomen.

## Baleinen als accessoire bij overhemden
Baleinen zijn dunne latjes, vroeger gemaakt van been maar tegenwoordig meestal van plastic, parelmoer of metaal, die worden gebruikt om verscheidene delen van een kostuum te verstevigen, zoals korsetten, lijfjes zonder schouderbandjes en vooral kragen van overhemden. Nog niet zo heel lang geleden werden stripjes van de baardwalvis gebruikt in de boord van overhemden als baleinen om de punten op de plaats te houden. Tegenwoordig worden ze uitgevoerd in kunststof en ook wel parelmoer.

### Overig gebruik
De term balein wordt ook nog steeds gebruikt voor de plastic of metalen versteviging in korsetten, hoepelrokken of het boord van een overhemd.
Overhemden hebben vaak plastic baleinen, vastgenaaid of los. Dat laatste is iets chiquer. Verwisselbare baleinen komen over het algemeen vaker voor in stijlvolle overhemden en merkkleding. Summum zijn losse, dikke, paarlemoeren baleinen. Baleinen zijn functioneel: ze komen tot in de boordpunten, zodat deze niet krullen.
Verwisselbare baleinen worden eens in de zoveel tijd vervangen. Dit houdt het overhemd scherp en de kraag stijf en krachtig. Het is dan belangrijk om de balein te kiezen die past bij de kraag en het overhemd. Parelmoer is chic, maar broos en teer. Vaker worden krachtige en helderwitte pvc-exemplaren gebruikt.

### Een goede balein
Baleinen zijn vooral stevig en doen het werk. Voor een juiste balein is de breedte en lengte (ook de vorm van de punt) belangrijk om een goede fit te krijgen. Een precies passende balein gaat langer mee, wordt minder snel verloren en zorgt vooral dat het overhemd of shirt volledig tot zijn recht komt.